# Kmetijstvo brez obdelave tal
Kmetijstvo brez obdelave tal je način kmetovanja, pri katerem se za gojenje poljščin na kmetijskih površinah tal ne obdeluje z oranjem. Kmetovanje brez obdelave tal je kmetijska tehnika v razvoju, s pomočjo katere lahko povečamo delež vode v tleh in zmanjšamo erozijo. Tak način kmetovanja lahko poveča količino in število vrst organizmov v tleh, vendar se v nekaterih primerih poveča tudi uporaba herbicidov.

## Izvor
Z oranjem iz obdelovalnih površin odstranjujemo plevel, v tla vmešamo dodatke za izboljšanje zemlje (gnojila, mineralne snovi, zadrževalci vode), oblikujemo površino v vrste za sajenje rastlin, namakalne kanale, in pripravljamo površino za sajenje semen. Oranje ima nekatere neželene posledice; zbijanje tal, izguba organskih snovi, degradacija tal, motnje v življenjskem ciklu mikroorganizmov in ostalih organizmov, ki prebivajo v in na tleh (sem sodijo različni tipi mikorize, členonožcev in deževnikov) in erozija prsti (vrhnji del odpihne veter ali odplavi voda). Pri kmetijstvu brez obdelave tal se tem posledicam izognemo, ker obdelovalnih površin ne orjemo. Z zmanjšanimi posegi v tla se izvaja tudi sejanje in gnojenje, poleg tega ostanki poljščin in ostalih organskih snovi po obiranju pridelka ostanjejo na obdelovalni površini. Največ težav pri prehodu iz konvencionalnega kmetovanja v kmetovanje brez obdelave tal se pojavi v prvih letih, ko količino pridelka omejuje več faktorjev, npr. upravljanje z organskimi ostanki, povečana rast plevelov in okužbe z nekaterimi boleznimi. Tem težavam se lahko izognemo s premišljenim kolobarjenjem, vključevanjem dosevkov, ki doddatno izboljšujejo tla in manjšimi kmetijskimi posegi v tla. Čeprav je kmetijstvo brez obdelave tal ena izmed primitivnejših oblik kmetijstva, ga je v moderni obliki delno pomagal razviti Masanobu Fukuoka.

## Dejavniki

### Količina pridelka
Raziskave, s katerimi so primerjali, ali je kmetijstvo brez obdelave tal bolj donosno od konvencionalnega kmetijstva kažejo, da je lahko dobiček večji, če je izvajanje take kmetijske prakse ustrezno.
Zmanjšano obdelovanje tal zmanjšuje zahteve po delu, porabo goriva, potrebe po namakanju in stroške pri uporabi kmetijske mehanizcije. Zmanjšana obdelovanje lahko poveča količino pridelka zaradi večje količine vode v tleh in zmanjšanega obsega erozije. Ker je količina vode v tleh večja, je mogoče poljščine gojiti tudi v sušnih obdobjih, dobiček pa je večji, če zaradi tega pridelek pobiramo dvakrat, namesto da bi obdelovalno površino pustili prazno.
S popularizacijo trajnostnega razvoja na področju kmetijstva so se pojavili tudi denarni skladi in nagrade, ki omogočajo nadaljnji razvoj panoge. Nekatere velike energetske korporacije, ki so med največjimi onesnaževalci okolja, spodbujajo razvoj kmetovanja brez obdelave tal v zameno za zakup emisijskih kreditnih točk CO2. Na tak način obdelovalna površina postane ponor ogljika, ki ga v ozračje spušča proizvodjna energije. Kmetje in energijska podjetja imajo od tega medsebojno korist, saj se z zmanjšanjem onesnaženja poveča tudi delež organskih snovi v tleh.

### Okolje

#### Ogljikov odtis
Kmetovanje brez obdelave tal je primerna metoda za shranjevanje ogljika, saj se ogljik zadržuje v tleh v obliki organskih snovi. Pri konvencionalni obdelavi tal z oranjem obračamo prst, zaradi česar se vanjo ujame več zraka, kar spodbudi delovanje organizmov preko meje dejavnosti značilne za naraven sistem. Organska snov v prsti se razkraja bistveno hitreje, pri čemer se v ozračje sprosti shranjeni ogljik v obliki ogljikovega dioksida.
Glede na to, da so kmetijske površine ponekod zelo siromašne z organsko snovjo, predstavlja shranjevanje ogljika v teh tleh idealen proces. Ocenjeno je, da je človek z oranjem v ozračje spustil 78 miljard ton ogljika, ki je bil prej ujet v tleh. Konvencionalno kmetijstvo veča izpuste ogljika tudi z odstranjevanjem ostankov poljščin (npr. slama) iz obdelovalnih površin in z dodajanjem umetnih gnojil, ki slabo vplivajo na organizme v tleh. Pri kmetijstvu brez obdelave tal ostanki poljščin razpadejo, kjer so zrasli, z gojenjem ozimnih poljščin pa lahko izgube ogljika še dodatno zmanjšamo ali celo obrnemo proces.

#### Voda v tleh
Kmetovanje brez obdelave tal izboljšuje kvaliteto tal (humus, struktura), ščiti pred erozijo in zmanjšuje izhlapevanje vode, prav tako pa se zmanjša zbijanje tal. Ostanki rastlin na obdelovalnih površinah pomagajo pri zadrževanju in pronicanju vode iz vseh izvorov (padavine, namakanje) v tla. Rastline zaradi tega lahko razvijejo korenine globlje v tla in se uspešneje razvijajo.

#### Biotska raznovrstnost
Ker se pri načinu brez obdelave tal ostanki poljščin pustijo razgrajevati na obdelovalni površini in ker tla ostajajo nedotaknjena, se biotska raznovrstnost tal ohranja v naravni obliki. Nedotaknjena tla pogosto vsebujejo več koristnih žuželk, kolobarnikov in mikroorganizmov.

### Stroški
Kmetovanje brez obdelave tal zahteva uporabo posebne sadilne in sejalne opreme, s katero je mogoče saditi in sejati v neobdelana tla. Del stroškov je mogoče pokriti z odprodajo plugov, vendar to ni racionalno, dokler se kmet popolnoma ne preusemri v tak način kmetovanja. 
Če so tla slabo odcedna, je potrebno za odvajanje presežne vode urediti ustrezno drenažo. Na nagnjenih tleh se zaradi neobdelovanja povšine z erozijo poglabljajo požiralniki, ki jih je potrebno sanirati z uporabo ustreznih odvodnjevalnih tehnik.
Z oranjem in pletjem se iz obdelovalnih površin odstaranjujejo pleveli, česar ne počnemo pri kmetovanju brez obdelave tal. Hitro rastoči pleveli pri tem ne predstavljajo tako velikega problema kot npr. grmovje in drevesa, ki čez čas poženejo na neobdelani površini. Nekateri kmetje problem rešujejo z uporabo herbicidov (npr. neselektivnega herbicida glifosfata). Zaradi tega se s takim načinom kmetovanja pogosto povezuje povečanje uporabe fitofarmacevtskih sredstev, čeprav obstaja več bolj ekoloških rešitev (mulčenje, požig)

## Upravljanje
Kmetovanje brez obdelave tal za uspešno delovanje potrebuje nekatere posebne tehnike, brez katerih se lahko količina pridelka bistveno zmanjša. Kombinacijo tehnik, opreme, kolobarjenja, gnojenja, namakanja in uporabe fitofarmacevstskih sredstev je potrebno prilagoditi lokalnim pogojem.
Pokrivni posevki se občasno uporabljajo za kontrolo nad pleveli in povečevanje hranilnih snovi v tleh (npr. s stročnicami). Kmetje, ki se ukvarjajo z ekološkim kmetovanjem brez priprave tal s pokrivnimi posevki kontrolirajo rast plevelov, kasneje pa jih z mulčenjem, valjanjem ali košenjem odstranijo, da omogočijo glavnemu posevku dostop do svetlobe, vode in hranil. Pokrivni posevki so mnogokrat del rastlinskega kolobarja, ki je običajno za tak način kmetovanja.
Ostanki poljščin, ki ostanejo na obdelovalni površini, tla hladijo in povečujejo vlažnost, zaradi česar se lahko pojavijo nekatere bolezni, vendar ne nujno da v drugačnih razmerjih kot pri konvencionalnem kmetijstvu.
Namesto uporabe kemičnih sredstev, si nekateri kmetje pomagajo z uporabo običajnega kartona. Pri pravilnu uporabi karton položen na določeno površino lahko: a) omogoča glivam in mikroorganizmom v tleh normalen razvoj, b) preprečuje klitje in rast plevelom, c) poveča delež dušika in ostalih hranil v tleh zaradi gnitja rastlinske materiala nad njim, č) dobro pripravi dragoceno povrhnjico tal za sajenje in presajane rastlin. Rastlinski ostanki, ki se nahajajo pod plastjo kartona razpadajo dokler so vlažni, pri tem pa privabljajo številne deževnike in mikroorganizme, ki pomagajo pri razgradnji ostankov in s tem ustvarjajo rodovitno plast prsti. Pri sejanju se karton nato odstrani, pri presajanju sadik pa se v karton naredi le luknja, kar omogoči normalno rast posajeni rastlini. Uporaba kartona skupaj z ostalimi trajnostnimi metodami pogosto blagodejno vpliva tako na obdelovalne površine, kot tudi na njihove uporabnike.
Prehod na kmetovanje brez obdelave tal drastično zmanjša potrebo po močni kmetijski mehanizaciji, ki je potrebna pri oranju. Pomembno pa je imeti ustrezno sadilno in sejalno opremo, ki omogoča sajenje in sejanje preko ostankov rastlin. 
Zaradi rastlinskih ostankov se obdelovalna površina segrava počasneje, kot pri konvencionalnem kmetovanju, saj je površina pokrita z ostanki bistveno svetlejša od preorane. Sajenje se zaradi tega izvaja kasneje, prav tako obiranje pridelka, vendar je zamik pri obiranju navadno manjški kot pri sajenju. Hladnejša tla imajo dodatno prednost, saj voda iz njih izhlapeva bistveno počasnjeje, zato so neobdelane površine manj dovzetne za sušo.
Količina pridelka lahko v prvih letih po prehodu na neobdelovalni način upade zaradi več razlogov. Pogosto se zgodi, da se v neodelanih tleh porabi ves dušik, saj se dušik iz nepreperelih rastlinskih ostankov sprošča zelo počasi. Težavo je mogoče zaobiti z dodatnim gnojenjem. Pri prehodu na neobdelovalno kmetijsktvo se pogosto zgodi, da se tla dodatno zbijejo, naravna struktura  tal pa se z delovanjem rastlin in živali vzpostavi v nekaj letih. Zmanjšana količina pridelka je tako zgolj začasen pojav. Pridelek je lahko manjši, če so tla slabo odcedna in na njih zastaja voda.
Količina pridelka je v primerjavi s konvencionalnim kmetovanjem lahko tudi večja, saj je rastlinam na razpolago več vode, prav tako na obdelovalni površini ostajajo hranilne snovi in rodovitna prst, saj je obseg erozije bistveno manjši.